# Chinese Basketball Association
La Chinese Basketball Association (en chino tradicional, 中國男子籃球職業聯賽; en chino simplificado, 中国男子篮球职业联赛; pinyin, Zhōngguó Nánzǐ Lánqiú Zhíyè Liánsài), comúnmente conocida por sus siglas CBA, es la liga de baloncesto profesional masculino de primera división en China y la liga de baloncesto profesional de más alto nivel del país. La liga es ampliamente reconocida por los aficionados como la CBA, y este acrónimo se utiliza incluso en chino de forma habitual.
La CBA no debe confundirse con la Liga Nacional de Baloncesto (NBL), que es una liga profesional de categoría menor, ni con la Asociación China de Baloncesto (organización), que fue fundada en junio de 1956 y representa al país en asuntos relacionados con la FIBA. También existe una Asociación China de Baloncesto Femenino (WCBA).
Fundada originalmente en 1956, la liga comenzó a disputarse en la temporada 1995-96 con 12 equipos y en la actualidad cuenta con 20 equipos. La CBA se divide en una temporada regular y unos playoffs. La temporada regular consta de 52 jornadas que se disputan con un sistema de partidos en casa y fuera. La primera fase de los playoffs (de 12 a 8) se disputa al mejor de tres partidos; la segunda fase (cuartos de final) y la tercera fase (semifinales) se juegan al mejor de cinco; la cuarta fase (final de la CBA) se juega al mejor de siete.
En 2005, la liga instauró la "Mou Zuoyun Cup" (牟作云杯), el trofeo con el que se premia al campeón de liga. Mou Zuoyun, nacido en 1913, fue un miembro de la Selección de baloncesto de China que compitió en los Juegos Olímpicos de Berlín 1936 y posteriormente, como entrenador, fue un pionero en la instauración del deporte de la canasta en su país
Hasta la temporada 2024-25, un total de ocho equipos han ganado el campeonato: los Guangdong Southern Tigers han ganado 11 veces, los Bayi Rockets han ganado 8 veces, los Liaoning Flying Leopards han ganado 4 veces, los Beijing Ducks han ganado 3 veces, y los Zhejiang Lions, Xinjiang Flying Tigers, Sichuan Blue Whales y Shanghai Sharks han ganado cada uno una vez.
Algunos jugadores chinos que compitieron en la CBA en las primeras etapas de sus carreras han conseguido llegar a la NBA, incluyendo a Wang Zhizhi, Mengke Bateer, Yao Ming, Yi Jianlian, Sun Yue y Zhou Qi. Otros, como Xue Yuyang y Wang Zhelin, fueron seleccionados en el draft, pero no llegaron a jugar en la NBA. Por el contrario, el uso de jugadores extranjeros (外援) en la liga china está limitado a un número reducido por equipo. Entre las importaciones notables se incluyen ex All-Stars de la NBA como Stephon Marbury, Tracy McGrady, Gilbert Arenas, Steve Francis, Metta World Peace y Kenyon Martin, así como varios veteranos de la NBA que se convirtieron en All-Stars de la CBA, como Michael Beasley, Aaron Brooks, Jimmer Fredette, Al Harrington, Lester Hudson, Randolph Morris, Shavlik Randolph, Jeremy Lin y J.R. Smith.

## Historia

### Antecedentes y fundación
La CBA comenzó a disputarse en la temporada 1995-96. La liga no debe confundirse con la Asociación China de Baloncesto (organización), que fue fundada en junio de 1956 y representa al país en asuntos relacionados con el organismo rector de este deporte, la FIBA. El baloncesto en China está actualmente regulado por la Chinese Basketball Management Center.
Del 5 de febrero al 9 de abril de 1995, se celebró oficialmente un torneo entre los 8 Mejores de la Superliga Masculina China de Baloncesto de 1995. El torneo adoptó un formato de doble vuelta con partidos de ida y vuelta, con un total de 14 jornadas y 56 partidos disputados. En última instancia, los Bayi Rockets se proclamaron campeones. Los Bayi Rockets, Liaoning Hunters, Beijing Ducks, los equipos militares de Jinan y Nankín, como los seis mejores equipos de la liga, junto con los cuatro mejores equipos del Torneo de Ascenso/Descenso de Primera y Segunda División del mismo año —equipos de Shandong Flaming Bulls, Jiangsu Dragons, Zhejiang Squirrels y el equipo militar de Shenyang— y los dos mejores equipos de la Liga Nacional de Segunda División del mismo año —Guangdong Southern Tigers y el equipo de las Fuerzas Aereas— un total de 12 equipos obtuvieron la clasificación para la CBA inaugural del año siguiente.

### Temporadas inaugurales (1995-2002)
En la temporada 1995-96 se disputó oficialmente la primera temporada de la CBA. En esta temporada inaugural, los Bayi Rockets, dirigidos por el entrenador Wang Fei, se aseguraron el campeonato con un récord perfecto de 22-0. Durante esta temporada, el jugador uzbeko Mihail Savinkov se unió a los Zhejiang Squirrels como jugador extranjero, convirtiéndose en el primer jugador extranjero en la historia de la CBA.
Durante la temporada 1996-97, James Hodges se convirtió en uno de los primeros estadounidenses en jugar en la CBA, y su fichaje por los Liaoning Hunters ayudó a abrir el camino para que muchos más jugadores importados de Estados Unidos le siguieran en los años siguientes. El 25 de diciembre de 1996, en la novena jornada de la temporada 1996-97 de la CBA, Liaoning derrotó a Bayi 92-80 como visitante, terminando con la racha invicta de 48 partidos de los Rockets entre temporadas en la CBA. En última instancia, Bayi derrotó a Liaoning en las finales para retener el título de campeón.
Algunos otros pioneros extranjeros notables incluyeron a John Spencer, quien se unió a los Jiangsu Dragons más tarde en la campaña 1996-97, y David Vanterpool, quien firmó un contrato con los Jilin Northeast Tigers el siguiente invierno, quien ayudó al equipo a ascender a la CBA a tiempo para la temporada 1998-99.
En la temporada 1997-98, después de la decimosexta jornada de la temporada regular, los Sichuan Pandas contrataron al entrenador estadounidense Robert Hoggard como su entrenador principal, convirtiéndolo en el primer entrenador extranjero en la historia de la CBA. El primer entrenador internacional de la CBA fue el estadounidense Robert Hoggard, quien dirigió a los Sichuan Pandas durante los últimos ocho partidos de la campaña 1997-98. El 29 de marzo de 1998, los Bayi Rockets derrotaron a los Liaoning Hunters en Shenyang en las Finales de la CBA, asegurando el campeonato con una victoria en la serie de 3-0. Esto marcó el primer "three-peat" de Bayi desde que la CBA adoptó su formato entre temporadas, extendiendo su récord invicto en playoffs en la CBA a 17 partidos.
La temporada 1998-99 de la CBA adoptó un formato de ronda preliminar y ronda final con partidos de ida y vuelta. La ronda preliminar continuó utilizando un sistema de doble vuelta con partidos de ida y vuelta, mientras que la ronda final presentó a los ocho mejores equipos compitiendo en un formato de eliminación cruzada con partidos de ida y vuelta con series al mejor de tres y al mejor de cinco para determinar el campeón. Los cuatro equipos de abajo compitieron en un sistema de doble vuelta para determinar sus clasificaciones, con los equipos en los puestos 11 y 12 relegados a la segunda división. En esta temporada, los Beijing Olympians contrataron a Li Xin como entrenador principal, marcando la primera vez en la historia de la CBA que una mujer había sido nombrada como entrenadora principal de un equipo. En esta temporada, Bayi una vez más derrotó a Liaoning para asegurar su cuarto campeonato consecutivo de la CBA, mientras que Yao Ming fue nombrado el Jugador Más Mejorado de la Temporada.
En las temporadas 1999-00 y 2000-01, los Bayi Rockets derrotaron a los Shanghai Sharks, liderados por Yao Ming, en las Finales de la CBA durante dos años consecutivos, logrando un "six-peat" en la CBA. Después de la temporada 2000-01, Wang Zhizhi, la estrella de los Bayi Rockets, viajó a Estados Unidos, convirtiéndose en el primer jugador chino en competir en la NBA.2]
En la temporada 2001-02, el equipo taiwanés Sina Lions se unió a la CBA, convirtiéndose en el primer equipo de Taiwán en la historia de la liga. Los Sina Lions terminaron octavos en la temporada regular de ese año. En las Finales de esa temporada, Yao Ming anotó 21 de 21 en el primer partido, llevando a los Shanghai Sharks a derrotar a los Bayi Rockets y ganar su primer campeonato de la CBA. Después de la temporada, Yao Ming y Bao Tuo dejaron la CBA para unirse a la NBA.

### Expansión y reformas (2002-2011)
En la temporada 2002-03, los Hong Kong Flying Dragons se unieron a la CBA, convirtiéndose en el primer equipo de Hong Kong en competir en la liga, expandiendo la CBA a 14 equipos. En las Finales de esa temporada, los Bayi Rockets, dirigidos por Liu Yudong, derrotaron a Guangdong 3-1 para ganar su séptimo título de campeón.
En la temporada 2003-04, los Sina Lions y los Hong Kong Flying Dragons abandonaron la CBA, reduciendo el número de equipos participantes de vuelta a 12. En las Finales de esa temporada, Guangdong derrotó a Bayi para ganar su primer título de campeonato de la CBA.
En la temporada 2004-05, la CBA abolió el sistema de ascensos y descensos y dividió los equipos participantes en dos conferencias: Norte y Sur. Al mismo tiempo, los Beijing Olympians fueron suspendidos por un año debido a la insatisfacción con el reclutamiento de Sun Yue por parte de la CBA. En esa temporada, Bayi no logró llegar a las finales por primera vez. En las finales, Guangdong y Jiangsu estaban empatados 2-2 después de los primeros cuatro partidos. En el quinto partido de las finales, Jiangsu lideró por hasta 16 puntos en el cuarto período pero fue superado por Guangdong, quien ganó 107-99, asegurando su segundo campeonato consecutivo de la liga.
En la temporada 2005-06, los Beijing Olympians abandonaron de la CBA. Esa temporada, la CBA continuó su formato de división norte-sur y abolió los ascensos y descensos. La temporada regular se extendió a 44 jornadas, con la primera ronda de los playoffs adoptando un formato al mejor de cinco y las Finales un formato al mejor de siete. En las Finales, Guangdong derrotó a Bayi 4-1, convirtiéndose en el segundo equipo después de Bayi en ganar tres campeonatos consecutivos de la CBA.
En la temporada 2006-07, Wang Zhizhi regresó a la CBA, reuniéndose con los Bayi Rockets, y llevó a Bayi de vuelta a las Finales, finalmente derrotando a Guangdong, liderado por Yi Jianlian, 4-1 para reclamar el campeonato después de un paréntesis de cuatro años. Después de la temporada, Yi Jianlian fue a Estados Unidos para participar en el draft de la NBA.
En la temporada 2007-08, los Guangdong Southern Tigers lograron una racha de 22 victorias consecutivas en la temporada regular, solo una victoria menos que el récord anterior de 23 victorias consecutivas establecido por los Shanghai Sharks. Mientras tanto, los Bayi Rockets, los campeones de la temporada anterior, ingresaron a los playoffs con un octavo puesto en la temporada regular, marcando el peor rendimiento en la historia del equipo. En esta temporada, Liaoning regresó a las finales después de nueve años pero perdió 1-4 ante Guangdong, que aseguró su cuarto título de campeón en cinco años. Durante esa temporada, la CBA se vio sacudida por el incidente "Guan Xiuchang". Guan Xiuchang, un jugador chino-estadounidense de los Xinjiang Flying Tigers, falsificó una tarjeta de identificación china, violando la regla de la CBA de que cada equipo solo podía tener dos jugadores extranjeros. En última instancia, el comité de la liga dictaminó que Xinjiang sería penalizado con una derrota de 0-20 en los 15 partidos en los que Guan Xiuchang jugó, y se revocó la elegibilidad del equipo para los playoffs.
El 15 de marzo de 2009, en la 48ª jornada de la temporada regular 2008-09 de la CBA, los Bayi Rockets perdieron 103-106 en casa ante los Dongguan Leopards, marcando su primera ausencia de los playoffs en 14 años. En las finales de esa temporada, los Guangdong Southern Tigers derrotaron a los Xinjiang Flying Tigers con un marcador en la serie de 4-1, ganando su quinto campeonato de la CBA en seis años.
El 3 de noviembre de 2009, Yao Ming y su equipo firmaron un acuerdo de gestión con los Shanghai Sharks, haciendo a Yao Ming el nuevo propietario del . En la temporada 2009-10, los Shanghai Sharks emergieron como la revelación de la liga, clasificándose para los playoffs como el equipo en cuarto lugar en la temporada regular. En esa temporada, la estrella de la NBA Stephon Marbury se unió al equipo Shanxi en la CBA. En las Finales, los Guangdong Southern Tigers una vez más derrotaron al equipo Xinjiang 4-1, logrando un "three-peat".
En la temporada 2010-11, los Xinjiang Flying Tigers aseguron el campeonato de la temporada regular con cuatro jornadas de antelación, marcando su primer título de temporada regular desde que se unió a la CBA en la temporada 2002-03. Sin embargo, los Xinjiang Flying Tigers perdieron 2-4 ante los Guangdong Southern Tigers en las Finales, terminando como subcampeones de la liga por tercer año consecutivo, mientras que los Guangdong Southern Tigers obtuvieron su séptimo campeonato de la CBA.

### Era moderna (2011-2021)
En la temporada 2011-12, debido al lockout de la NBA, Yi Jianlian regresó temporalmente a la CBA. En las Finales de esa temporada, Beijing, liderado por Stephon Marbury, sorprendió a los campeones, los Guangdong Southern Tigers con una victoria de 4-1, asegurando su primer campeonato de la CBA.
En la temporada 2012-13, la estrella de la NBA Tracy McGrady se unió a los Qingdao Eagles. Esa temporada, Yi Jianlian terminó su carrera en la NBA y regresó a la CBA, liderando al equipo Guangdong a una victoria de 4-0 sobre los Shandong Gold Lions en las Finales, ganando el octavo título de campeón de la CBA en la historia del equipo.
El 19 de julio de 2013, la CBA publicó documentos sobre los criterios de elegibilidad para que los clubes de la NBL se unieran a la CBA, requiriendo que los equipos tuvieran un capital registrado de al menos 20 millones de yuanes. Además, los nuevos equipos que se unieran a la CBA debían pagar una tarifa de registro de 35 millones de yuanes y un depósito de 2 millones de yuanes, y también debían garantizar financiación suficiente para las próximas tres temporadas (no menos de 30 millones de yuanes por temporada). En última instancia, los Sichuan Blue Whales aseguraron un lugar en la liga, restaurando la CBA a su formato original de 18 equipos después de un paréntesis de cinco años. En la temporada 2013-14, los Guangdong Southern Tigers terminaron con un récord de 30-4 para obtener el campeonato de temporada regular de la CBA. En las finales, el equipo Beijing derrotó al equipo Xinjiang 4-2 para asegurar su segundo campeonato de la CBA en la historia del equipo.
El 3 de septiembre de 2014, la CBA convocó al Comité de la CBA en Tianjin, donde se votó para confirmar la inclusión de los Jiangsu Tongxi Monkey Kings y los Chongqing Flying Dragons en la CBA. Como resultado, a partir de la temporada 2014-2015, el número de equipos en la CBA aumentó de 18 a 20. En la temporada 2014-15, los Guangdong Southern Tigers defendieron su título de campeón de temporada regular de la CBA con un récord de 34 victorias y 4 derrotas. En las finales, Beijing derrotó a Liaoning 4-2, ganando el campeonato de la CBA por tercera vez en cuatro años.
El 19 de agosto de 2015, en el primer Draft de la CBA, Fang Junlei de la Universidad Politécnica del Noroeste fue seleccionado como la primera selección general por los Chongqing Flying Dragons, convirtiéndose en la primera selección general en la historia del Draft de la CBA. Sin embargo, durante su temporada de novato, Fang Junlei solo apareció en un partido de temporada regular de la CBA, anotando 2 puntos y dando 1 asistencia. Después de la temporada, Fang Junlei eligió retirarse. En la temporada 2015-16, los Liaoning Flying Leopards ganó el campeonato de temporada regular de la CBA con un récord de 31 victorias y 7 derrotas. En las Finales, los Sichuan Blue Whales, el mayor favorito de la temporada, derrotaron a los Liaoning Flying Leopards 4-1 para convertirse en el quinto equipo campeón de la CBA en la historia.
En la temporada 2016-17, los Xinjiang Flying Tigers ganaron el campeonato de temporada regular de la CBA con un récord de 32 victorias y 6 derrotas. En las Finales, los Xinjiang Flying Tigers barrieron al equipo Guangdong 4-0 para reclamar el campeonato.
En la temporada 2017-18, los Zhejiang Lions aseguraron el campeonato de temporada regular de la CBA con un récord de 31 victorias y 7 derrotas. En las Finales, los Liaoning Flying Leopards barrieron a los Zhejiang Lions Guangshan 4-0 para reclamar su primer campeonato de la CBA.
En la temporada 2018-19, en la 37ª jornada, Liaoning recibió a los Shenzhen Leopards, y Shenzhen derrotó a Liaoning 120-112, terminando la racha de 25 victorias consecutivas de Liaoning. Guangdong terminó la temporada regular con un récord de 42-4, asegurando el campeonato de temporada regular de la CBA.[165] En las Finales, Guangdong barrió a Xinjiang 4-0 para reclamar su noveno campeonato de la CBA en la historia del equipo.
El 29 de julio de 2019, se celebró el Draft de la CBA en Shanghai. Los Beijing Ducks seleccionaron a Wang Shaojie de la Universidad de Pekín en la primera selección general, los Nanjing Monkey Kings seleccionarom a Sun Siyao de la Universidad de California, y los Sichuan Blue Whales seleccionaron a Yuan Tangwen, un base de la Universidad de Xiamen, con la tercera selección general. Un total de 61 jugadores participaron en este draft, con 16 novatos finalmente seleccionados, estableciendo un nuevo récord para el Draft de la CBA. Debido a la pandemia de COVID-19, el 24 de enero de 2020, la CBA anunció el aplazamiento de los partidos restantes de temporada regular de la temporada 2019-20, originalmente programados para comenzar el 1 de febrero. El 4 de junio, la CBA anunció que, con la aprobación de la Administración General de Deportes de China y la Comisión Nacional de Salud, la CBA se reanudaría el 20 de junio, con todo el trabajo preparatorio entrando en una fase sustancial. Los partidos se celebraron en formato de torneo, con dos sedes en Qingdao y Dongguan. El 23 de julio, la CBA anunció oficialmente que a partir del 26 de julio, se permitiría a los espectadores asistir a los partidos en la sede de Qingdao. El 29 de julio, concluyó la jornada final de la temporada regular, con las clasificaciones de los 12 equipos que avanzaron a los playoffs completamente determinadas; los playoffs comenzaron oficialmente el 31 de julio, con los cuatro mejores equipos recibiendo pases directos en la primera ronda, mientras que los equipos del 5º al 12º puesto se enfrentaron en partidos de eliminación única. En la temporada 2019-20, los Guangdong Southern Tigers aseguró el campeonato de temporada regular con un récord de 44 victorias y 2 derrotas. En las finales, los Guangdong Southern Tigers derrotaron a los Liaoning Flying Leopards 2-1 para ganar su décimo campeonato de la CBA en la historia del equipo.
En julio de 2020, durante la temporada regular de la CBA, los Guangdong Southern Tigers derrotaron a los Zhejiang Lions para igualar su récord anterior de la CBA para la racha de victorias más larga en una sola temporada con 26 victorias consecutivas. El 15 de septiembre, Jeremy Lin anunció a través de sus redes sociales que ya no representaría a los Beijing Ducks en la CBA la próxima temporada, pero continuaría buscando oportunidades para competir en la NBA. El 19 de octubre, la CBA recibió una carta del Centro de Entrenamiento Deportivo Militar del Departamento de Entrenamiento y Gestión de la Comisión Militar Central, declarando que los Bayi Rockets ya no participarían en la CBA. El 20 de octubre, la CBA publicó una declaración titulada "La CBA Rinde Homenaje a los equipos masculinos y femeninos de de los Bayi Rockets", marcando la retirada oficial de los Bayi Rockets de la CBA.
En la temporada 2020-21, los Guangdong Southern Tigers aseguraron el campeonato de temporada regular de la CBA con un récord de 46 victorias y 6 derrotas. El 1 de mayo de 2021, en el tercer juego de las Finales de la CBA 2020-2021, los Guangdong Southern Tigers derrotaron a los Liaoning Flying Leopards 110-103 en tiempo extra, ganando el campeonato de la CBA con un marcador en la serie de 2-1 y asegurando su undécimo título de la CBA en la historia del equipo.

### Actualidad (2021-presente)
El 30 de septiembre de 2021, se anunció que la temporada 2021-2022 de la CBA comenzaría oficialmente el 16 de octubre de 2021. La temporada regular consistiría en 38 jornadas, con los 19 clubes de la temporada pasada y Ningbo Fubang, totalizando 20 equipos de clubes, compitiendo en un formato de doble vuelta. La temporada regular se dividió en tres etapas. La primera etapa tuvo lugar del 16 de octubre al 14 de noviembre en Zhuji, Provincia de Zhejiang, utilizando un formato de torneo, con un total de 13 jornadas de partidos programados. Las sedes para la primera etapa de la temporada regular fueron el Gimnasio de la Universidad de Agricultura y Silvicultura de Zhejiang Jiyang College y el Gimnasio del Parque Educativo Hailiang. Bajo estricto cumplimiento de las regulaciones nacionales y regionales de prevención y control de COVID-19, algunos partidos en esta etapa estuvieron abiertos a los espectadores.[44] El 30 de noviembre, los Beijing Ducks anunciaron oficialmente que Jeremy Lin había completado todos los procedimientos de registro y regresaría a la CBA para una segunda etapa de la temporada. La CBA anunció que la segunda etapa de la temporada regular de la CBA 2021-2022 tendría lugar del 25 de diciembre de 2021 al 28 de enero de 2022, en la ciudad de Zhuji, Provincia de Zhejiang, y la ciudad de Changchun. Originalmente programada para celebrarse simultáneamente en las sedes de Changchun y Zhuji, la segunda fase de la competencia se trasladó a la sede de Changchun siguiendo nuevos desarrollos en la situación de la pandemia. Después de consultar con la sede de Zhuji y obtener la aprobación de las autoridades superiores, la CBA tomó la decisión de celebrar todos los partidos de esta fase en la sede de Changchun.
El 7 de enero de 2022, los Liaoning Flying Leopards derrotaron los Beijing Ducks para asegurar el campeonato de mitad de temporada regular de esa temporada. El 14 de febrero, la CBA anunció oficialmente que la tercera fase de la temporada regular tendría lugar del 1 al 22 de marzo en las zonas de competencia de Shenyang y Shunde. Posteriormente, la CBA publicó oficialmente el calendario completo para la tercera fase. Del 25 al 27 de marzo, se celebró el Fin de Semana de Estrellas CBA 2022 en el Centro de Actuaciones Deportivas y Culturales Internacionales de Foshan (aplazado). En la temporada 2021-22, los Liaoning Flying Leopards aseguraron el campeonato de temporada regular de la CBA con un récord de 32 victorias y 6 derrotas. El 26 de abril, en el cuarto juego de las Finales de la CBA 2021-2022, los Liaoning Flying Leopards derrotaron a los Guangzhou Loong Lions 100-82, barriendo la serie 4-0 para reclamar el campeonato. Esto marcó el segundo campeonato de la CBA de los Liaoning Flying Leopards en la historia del equipo.
El 1 de agosto de 2022, la CBA anunció que, con la aprobación de las autoridades superiores, la temporada 2022-2023 comenzaría el 10 de octubre de 2022, y el All-Star, originalmente programado para marzo, se celebraría del 2 al 4 de octubre de 2022. El 19 de noviembre, la CBA anunció oficialmente que la segunda fase de la temporada comenzaría el 6 de diciembre en la ciudad de Zhuji, Provincia de Zhejiang, continuando con el sistema de torneo. El All-Star de la temporada anterior también fue reprogramado para tener lugar del 1 al 3 de diciembre de 2022, en el Gimnasio del Colegio Jiyang en la ciudad de Zhuji.
El 6 de enero de 2023, la CBA anunció oficialmente que la temporada de la 2022-2023 planeaba reanudar el formato de ida y vuelta a partir de la tercera etapa de la temporada regular a principios de marzo de 2023. El 12 de enero, la CBA anunció oficialmente que la tercera etapa de la temporada regular de la CBA 2022-2023 comenzaría el 1 de marzo, con los partidos restantes de temporada regular y playoffs realizados en formato de ida y vuelta. El 28 de febrero, los Xinjiang Flying Tigers emitióeron un anuncio declarando que se retirarían de las competencias de la temporada y de la CBA. El 16 de marzo, la CBA emitió un anuncio oficial declarando que la CBA había convocado una junta extraordinaria de accionistas para deliberar y votar sobre el asunto, y había acordado permitir que los Xinjiang Flying Tigers reanudaran su participación en la temporada 2022-2023 de la CBA. El 5 de abril, concluyó la temporada regular de la CBA 2022-2023. Después de 42 jornadas de competencia, los Zhejiang Golden Bulls aseguraron su primer campeonato de temporada regular con un récord de 35 victorias y 7 derrotas. El 15 de mayo, en el cuarto juego de las Finales de la CBA 2022-2023, los Liaoning Flying Leopards derrotaron a los Zhejiang Lions 106-70 en casa, asegurando una victoria en la serie de 4-0 para defender exitosamente su título y reclamar su tercer campeonato de la CBA en la historia del equipo.
El 25 de septiembre de 2023, la CBA anunció oficialmente el calendario para la temporada regular 2023-2024. La nueva temporada presentaría 52 jornadas de partidos, con la primera jornada programada para comenzar el 21 de octubre y la jornada final programada para el 6 de abril de 2024. En la temporada 2023-24, los Liaoning Flying Leopards aseguraron el campeonato de temporada regular de la CBA con un récord de 43 victorias y 9 derrotas. El 22 de mayo de 2024, en el cuarto juego de las Finales de la CBA 2023-2024, los Liaoning Flying Leopards derrotaron a los Xinjiang Flying Tigers 104-95 como visitante, asegurando el campeonato de la temporada con una victoria en la serie de 4-0.
El 12 de octubre de 2024, comenzó oficialmente la temporada regular 2024-25 de la CBA. El 20 de mayo de 2025, en el sexto juego de las Finales de la CBA 2024-25, los Zhejiang Lions derrotaron a los Beijing Ducks 125-118 como visitantes, asegurando el campeonato con una victoria en la serie de 4-2. Esto marcó el primer campeonato de la CBA del equipo y el octavo campeonato diferente en la historia de la CBA.

## Equipos 2022-23
| Equipo                    | Entrenador           | Ciudad    | Pabellón                             | Capacidad | Ref.   |
| ------------------------- | -------------------- | --------- | ------------------------------------ | --------- | ------ |
| Beijing Ducks             | Yannis Christopoulos | Beijing   | Cadillac Center                      | 17,178    | [ 19 ] |
| Beijing Royal Fighters    | Stephon Marbury      | Beijing   | Olympic Sports Center Gymnasium      | 6,500     | [ 20 ] |
| Fujian Sturgeons          | Cui Wanjun           | Jinjiang  | Zuchang Gymnasium                    | 4,500     | [ 21 ] |
| Guangdong Southern Tigers | Du Feng              | Dongguan  | Dongguan Basketball Center           | 16,000    | [ 22 ] |
| Guangzhou Loong Lions     | Guo Shiqiang         | Guangzhou | Tianhe Gymnasium                     | 8,000     | [ 23 ] |
| Jiangsu Dragons           | Li Nan               | Suzhou    | Suzhou Sports Center Gymnasium       | 6,000     | [ 24 ] |
| Jilin Northeast Tigers    | Wang Han             | Changchun | Changchun Gymnasium                  | 4,000     | [ 25 ] |
| Liaoning Flying Leopards  | Yang Ming            | Shenyang  | Liaoning Gymnasium                   | 12,000    | [ 26 ] |
| Nanjing Monkey Kings      | Ma Zhuang            | Nanjing   | Wutaishan Gymnasium                  | 9,300     | [ 27 ] |
| Ningbo Rockets            | Li Ke                | Ningbo    | Ningbo Youngor Gynmasium             | 5,000     |        |
| Qingdao Eagles            | Wu Qinglong          | Qingdao   | Conson Gymnasium                     | 12,500    | [ 28 ] |
| Shandong Heroes           | Gong Xiaobin         | Jinan     | Shandong Arena                       | 8,000     | [ 29 ] |
| Shanghai Sharks           | Li Chunjiang         | Shanghai  | Yuanshen Sports Centre Gymnasium     | 5,091     | [ 30 ] |
| Shanxi Loongs             | Pan Jiang            | Taiyuan   | Shanxi Sports Centre Gymnasium       | 8,131     | [ 31 ] |
| Shenzhen Aviators         | Qiu Biao             | Shenzhen  | Shenzhen Dayun Arena                 | 18,000    | [ 32 ] |
| Sichuan Blue Whales       | Zhou Jinli           | Chengdu   | Wenjiang Gymnasium                   | 4,500     | [ 33 ] |
| Tianjin Pioneers          | Liu Tie              | Tianjin   | TUFE Gymnasium                       | 4,000     | [ 34 ] |
| Xinjiang Flying Tigers    | Adiljan Jun          | Ürümqi    | Hongshan Arena                       | 4,000     | [ 35 ] |
| Zhejiang Golden Bulls     | Liu Weiwei           | Hangzhou  | Binjiang Gymnasium                   | 5,000     | [ 36 ] |
| Zhejiang Lions            | Wang Bo              | Hangzhou  | Zhuji Jiyang Sports Center Gymnasium | 6,077     | [ 37 ] |

## Historial
| Temporada                            | Campeón                              | Resultado                            | Subcampeón                           |
| Chinese Basketball Association (CBA) | Chinese Basketball Association (CBA) | Chinese Basketball Association (CBA) | Chinese Basketball Association (CBA) |
| ------------------------------------ | ------------------------------------ | ------------------------------------ | ------------------------------------ |
| 1995-96                              | Bayi Rockets                         | 2 - 0                                | Guangdong Southern Tigers            |
| 1996-97                              | Bayi Rockets (2)                     | 2 - 0                                | Liaoning Hunters                     |
| 1997-98                              | Bayi Rockets (3)                     | 3 - 0                                | Liaoning Hunters                     |
| 1998-99                              | Bayi Rockets (4)                     | 3 - 0                                | Liaoning Hunters                     |
| 1999-00                              | Bayi Rockets (5)                     | 3 - 0                                | Shanghai Sharks                      |
| 2000-01                              | Bayi Rockets (6)                     | 3 - 1                                | Shanghai Sharks                      |
| 2001-02                              | Shanghai Sharks                      | 3 - 1                                | Bayi Rockets                         |
| 2002-03                              | Bayi Rockets (3)                     | 3 - 1                                | Guangdong Southern Tigers            |
| 2003-04                              | Guangdong Southern Tigers            | 3 - 1                                | Bayi Rockets                         |
| 2004-05                              | Guangdong Southern Tigers (2)        | 3 - 2                                | Jiangsu Dragons                      |
| 2005-06                              | Guangdong Southern Tigers (3)        | 4 - 1                                | Bayi Rockets                         |
| 2006-07                              | Bayi Rockets (8)                     | 4 - 1                                | Guangdong Southern Tigers            |
| 2007-08                              | Guangdong Southern Tigers (4)        | 4 - 1                                | Liaoning Hunters                     |
| 2008-09                              | Guangdong Southern Tigers (5)        | 4 - 1                                | Xinjiang Flying Tigers               |
| 2009-10                              | Guangdong Southern Tigers (6)        | 4 - 1                                | Xinjiang Flying Tigers               |
| 2010-11                              | Guangdong Southern Tigers (7)        | 4 - 2                                | Xinjiang Flying Tigers               |
| 2011-12                              | Beijing Ducks                        | 4 - 1                                | Guangdong Southern Tigers            |
| 2012-13                              | Guangdong Southern Tigers (8)        | 4 - 0                                | Shandong Lions                       |
| 2013-14                              | Beijing Ducks (2)                    | 4 - 2                                | Xinjiang Flying Tigers               |
| 2014-15                              | Beijing Ducks (3)                    | 4 - 2                                | Liaoning Flying Leopards             |
| 2015-16                              | Sichuan Blue Whales                  | 4 - 1                                | Liaoning Flying Leopards             |
| 2016-17                              | Xinjiang Flying Tigers               | 4 - 0                                | Guangdong Southern Tigers            |
| 2017-18                              | Liaoning Flying Leopards             | 4 - 0                                | Zhejiang Guangsha Lions              |
| 2018-19                              | Guangdong Southern Tigers (9)        | 4 - 0                                | Xinjiang Flying Tigers               |
| 2019-20                              | Guangdong Southern Tigers (10)       | 2 - 1                                | Liaoning Flying Leopards             |
| 2020-21                              | Guangdong Southern Tigers (11)       | 2 - 1                                | Liaoning Flying Leopards             |
| 2021-22                              | Liaoning Flying Leopards (2)         | 4 - 0                                | Zhejiang Guangsha Lions              |
| 2022-23                              | Liaoning Flying Leopards (3)         | 4 - 0                                | Zhejiang Golden Bulls                |
| 2023-24                              | Liaoning Flying Leopards (4)         | 4 - 0                                | Xinjiang Flying Tigers               |
| 2024-25                              | Zhejiang Lions                       | 4 - 2                                | Beijing Ducks                        |

### Palmarés
| Equipo                    | Campeonatos | Subcampeonatos | Títulos                                                          |
| ------------------------- | ----------- | -------------- | ---------------------------------------------------------------- |
| Guangdong Southern Tigers | 11          | 5              | 2004, 2005, 2006, 2008, 2009, 2010, 2011, 2013, 2019, 2020, 2021 |
| Bayi Rockets              | 8           | 3              | 1996, 1997, 1998, 1999, 2000, 2001, 2003, 2007                   |
| Liaoning Flying Leopards  | 4           | 8              | 2018, 2022, 2023, 2024                                           |
| Beijing Ducks             | 3           | 0              | 2012, 2014, 2015                                                 |
| Xinjiang Flying Tigers    | 1           | 6              | 2017                                                             |
| Shanghai Sharks           | 1           | 2              | 2002                                                             |
| Zhejiang Lions            | 1           | 2              | 2025                                                             |
| Sichuan Blue Whales       | 1           | 0              | 2016                                                             |
| Jiangsu Dragons           | -           | 1              |                                                                  |
| Shandong Gold Lions       | -           | 1              |                                                                  |
| Zhejiang Golden Bulls     | -           | 1              |                                                                  |

## Récords

### Partido
- Puntos: 82, Errick McCollum (2014-15)
- Tiros de 3: 15, Leon Rodgers (2008-09)
- Rebotes: 38, Garth Joseph (2001-02)
- Asistencias: 28, Li Qun (1999-00)
- Robos de balón: 13, Ju Weisong (1995-96), Zhang Yongjun (1996-97), Hu Xuefeng (2004-05)
- Tapones: 13, Yao Ming (2000-01), Herve Lamizana (2009-10), Sean Williams (2009-10)
- Mates: 10, James Hodges (1998-99)
- Minutos jugados: 67, Samad Nikkhah Bahrami (2013-2014)
- Yao Ming (2000-01): 49 puntos (21-21 T2,7-12 TL), 17 rebotes, 3 robos, 6 mates, 6 tapones

### Temporada
- Puntos: 1266, Anthony Myles (2005-06)
- Tiros de 3: 189, Yu Junkai (2004-05)
- Rebotes: 727, Olumide Oyedeji (2004-05)
- Asistencias: 325, Hu Xuefeng (2004-05)
- Robos de balón: 246, Hu Xuefeng (2004-05)
- Tapones: 126, Yao Ming (1999-00)
- Mates: 140, Lorenzo Coleman (2005-06)

### Carrera
- Puntos: 8.387, Liu Yudong
- Tiros de 3: 1.095, Li Nan
- Rebotes: 4548, Mengke Bateer
- Asistencias: 1.807, Hu Xuefeng
- Robos de balón: 1.313, Hu Xuefeng
- Tapones: 736, Wang Zhizhi
- Mates: 498, Jason Dixon

### Equipo
- Partido más largo: El partido más largo disputado en la CBA ocurrió el 9 de febrero de 2014 entre el Fujian SBS Sturgeons y Zhejiang Chouzhou Golden Bulls. Fujian ganó 178–177 después de 5 prórrogas.
- Más puntos en un partido: 178, Fujian SBS Sturgeons (9 de febrero de 2014) durante el partido que disputaron ante el Zhejiang Chouzhou Golden Bulls (178 - 177).
- Más puntos combinados en un partido: 355 - Fujian SBS Sturgeons (178) contra Zhejiang Chouzhou Golden Bulls (177) (9 de febrero de 2014).